# Tematínské vrchy
Tematínské vrchy jsou evropsky významná lokalita v katastrálních územích obcí Lúka, Stará Lehota a Hrádok, okres Nové Mesto nad Váhom v Trenčínském kraji na Slovensku. Území bylo vyhlášeno v roce 2004 a jeho rozloha je 2582,46 hektaru. Součástí lokality jsou přírodní rezervace Kňaží vrch a národní přírodní rezervace Javorníček a Tematínska lesostep.

## Popis
Geologické podloží tvoří karbonáty, zejména světlé dolomity Hronika, které v této oblasti zastupuje Považský příkrov. Převážně jižní expozice, dolomitické podloží a nedostatek povrchových vodních toků způsobily, že toto území představuje suchý a teplý ostrov mezi karpatskými lesy. Většina vod v oblasti proniká propustnými karbonáty hlouběji do podloží a vyvěrá na západě podél považanských zlomů. Útočiště zde našlo xerotermní rostliny a živočichové, kteří sem pronikli v meziledových dobách z teplejších oblastí při Středozemním a Černém moři. Některé druhy se přizpůsobily životu na svazích pokrytých drobivým dolomitem, jiné daly přednost mělkým půdám, zejména rendzinám, další osídlily spraše, které sem navály větry vanoucí v ledových dobách od pevninského ledovce. V poledových dobách zde převládaly teplomilné druhy tvořené hlavně dubem pýřitým, pouze na extrémních svazích přežily druhy typické pro tzv. skalní stepi. Od středověku zdejší prostředí výrazně formovalo zemědělství, v jehož důsledku byla část lesů vykácena a ostatní využívána k pastvě. Výrazně se tak rozšířily otevřené plochy, tzv. holiny a posílily společenstva skalního bezlesí s mnoha sucho a teplomilnými druhy rostlin a živočichů.
Nadměrná pastva a odlesňování této části Povážského Inovce způsobily erozi nejexponovanějších svahů. Na erozí ohrožené plochy byly v druhé polovině 20. století vysázeny nepůvodní dřeviny, jako jsou borovice černá a jasan zimnář, které potlačovaly domácí dřeviny a poškodily unikátní xerotermní biotopy. V současnosti společné úsilí ochrany přírody a majitelů a uživatelů lesů vede k postupnému odlesňování nepůvodních dřevin, ukončení zalesňování holin a prosazování výsadby původních dřevin, zejména dubů.

## Flora

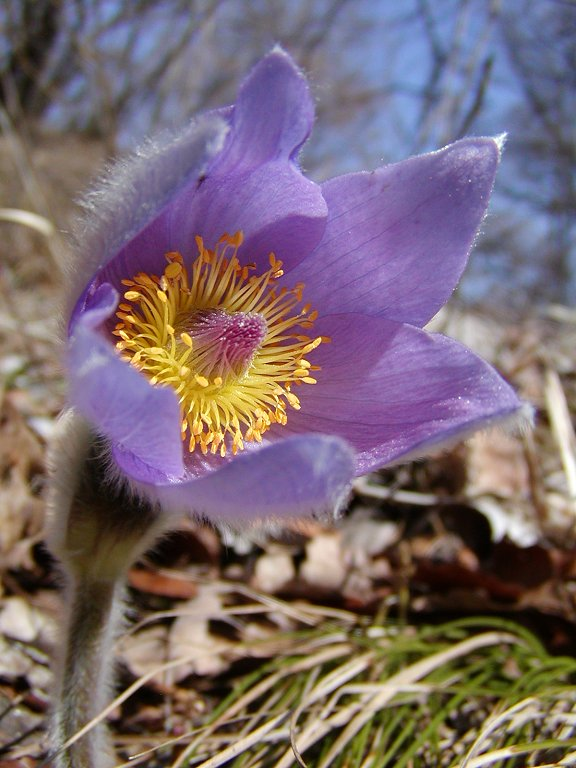
Koniklec velkokvětý v Tematínských vrších

Mezi nejvzácnější zástupce xerotermní panonské flóry zde patří kavyl, ruměnice krasová, dobromysl bílý a koniklec velkokvětý. Severní hranici rozšíření na Pováží zde dosahují lýkovec vonný a divizna brunátná. Mezi sedmnácti druhy vstavačovitých rostlin zde patří k nejvzácnějším dva teplomilné druhy: hnědenec zvrhlý a rudohlávek jehlancovitý. V teplomilných dubinách dominuje dub pýřitý, v podrostu s dřínem obecným.

## Fauna
K nejvzácnějším bezobratlým zde patří kobylka kobylka sága a dva druhy velkých cikád: cikáda jasanová a cikáda obecná (Lyristes plebejus). Z množství motýlů je významný modrásek slovenský, který byl popsán právě odsud. Z obratlovců mají v Tematínských vrších stabilní populace teplomilné druhy plazů: ještěrka zelená a užovka stromová. Bohatou avifaunu reprezentuje například orel královský.